# Tausonita
La tausonita és un mineral de la classe dels òxids, que pertany al grup de la perovskita. Rep el nom de Lev Vladimirovich Tauson (1917-1989), geoquímic i petròleg, director de l'Institut Geoquímic d'Irkutsk, a Rússia.

## Característiques
La tausonita és un òxid de fórmula química SrTiO₃. Cristal·litza en el sistema isomètric. La seva duresa a l'escala de Mohs es troba entre 6 i 6,5. Va ser aprovada com a espècie vàlida per l'Associació Mineralògica Internacional l'any 1982.
Segons la classificació de Nickel-Strunz, la tausonita pertany a «04.CC: Òxids amb relació Metall:Oxigen = 2:3, 3:5, i similars, amb cations de mida mitjana i gran» juntament amb els següents minerals: cromobismita, freudenbergita, grossita, clormayenita, yafsoanita, latrappita, lueshita, natroniobita, perovskita, barioperovskita, lakargiïta, megawita, loparita-(Ce), macedonita, isolueshita, crichtonita, davidita-(Ce), davidita-(La), davidita-(Y), landauïta, lindsleyita, loveringita, mathiasita, senaïta, dessauïta-(Y), cleusonita, gramaccioliïta-(Y), diaoyudaoïta, hawthorneïta, hibonita, lindqvistita, magnetoplumbita, plumboferrita, yimengita, haggertyita, nežilovita, batiferrita, barioferrita, jeppeïta, zenzenita i mengxianminita.

## Formació i jaciments
Va ser descoberta al mont Tausonitovaya, al Massís de Murunskii, en la confluència dels rius Chara i Tokko, a Sakhà)Districte Federal de l'Extrem Orient, Rússia). També ha estat descrita al dipòsit de terres rares de Zijinshan, a la prefectura xinesa de Lüliang; a la ciutat de Itoigawa, a la prefectura de Niigata, al Japó; al Cerro Sarambí, al departament d'Amambay, al Paraguai; i a la mina River Ranch, a Matabeleland Meridional, Zimbabwe.